# Carcinogen Crush
«Carcinogen Crush» es una canción de la banda de rock alternativo AFI que se grabó durante las sesiones del álbum Sing the Sorrow (2003) . La base de la pista fue escrito por Hunter Burgan.El grupo consideró que no "encajaba" y decidieron no ponerlo en el álbum y no incluirlo en track list. 
La banda decidió volver a grabar la canción durante las sesiones de Decemberunderground , Sin embargo, la canción de nuevo no se puso en el álbum y permaneció inédito hasta
2007 donde fue puesta en el videojuego guitar hero.

## Posicionamiento
| Listas                       | Posición |
| ---------------------------- | -------- |
| Hot Canadian Digital Singles | 61       |
| Canadian Hot 100             | 81       |

- Datos: Q4035870